# Långsamfilter

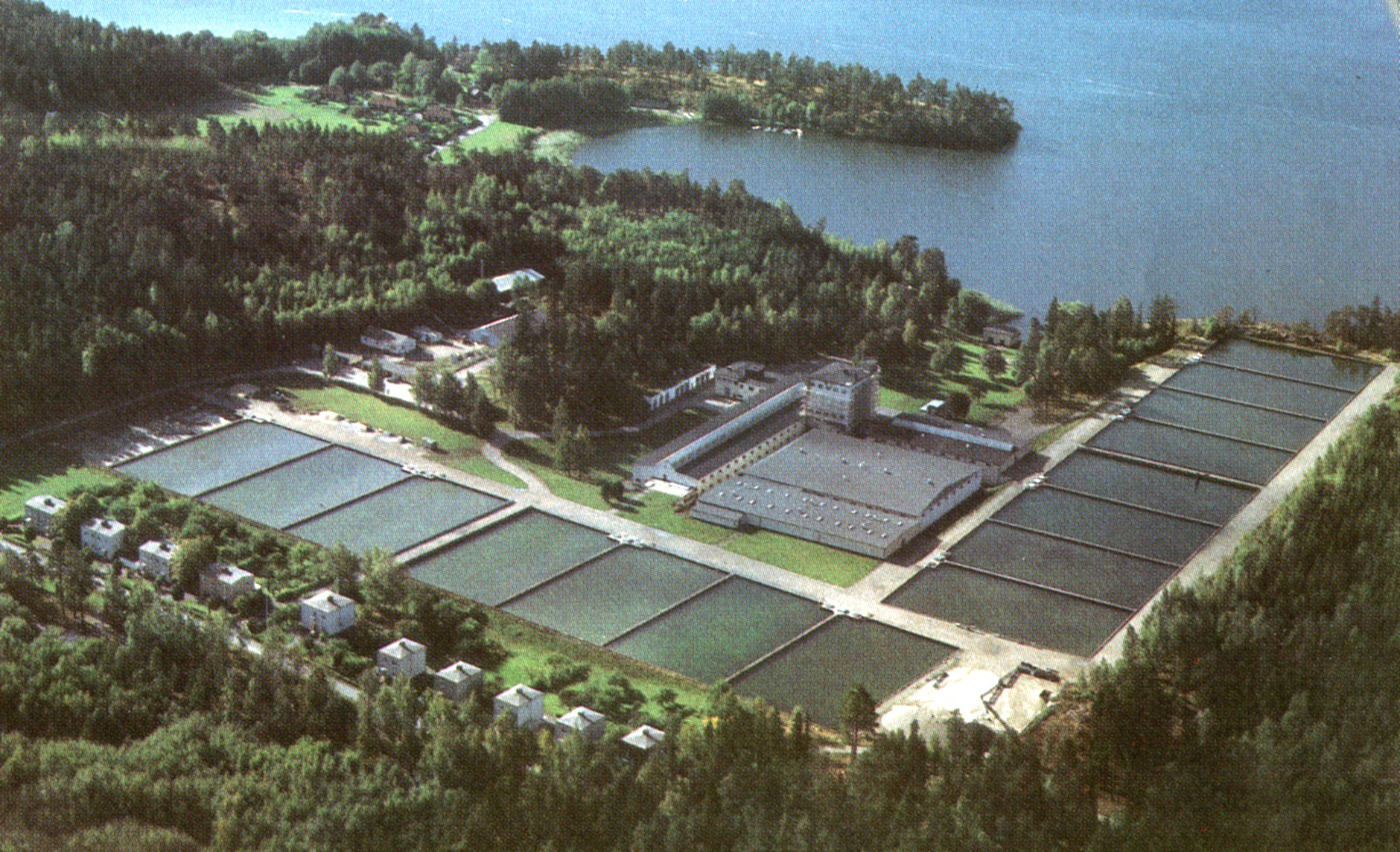
Bassänger med långsamfiltrering vid Lovö vattenverk 1960.

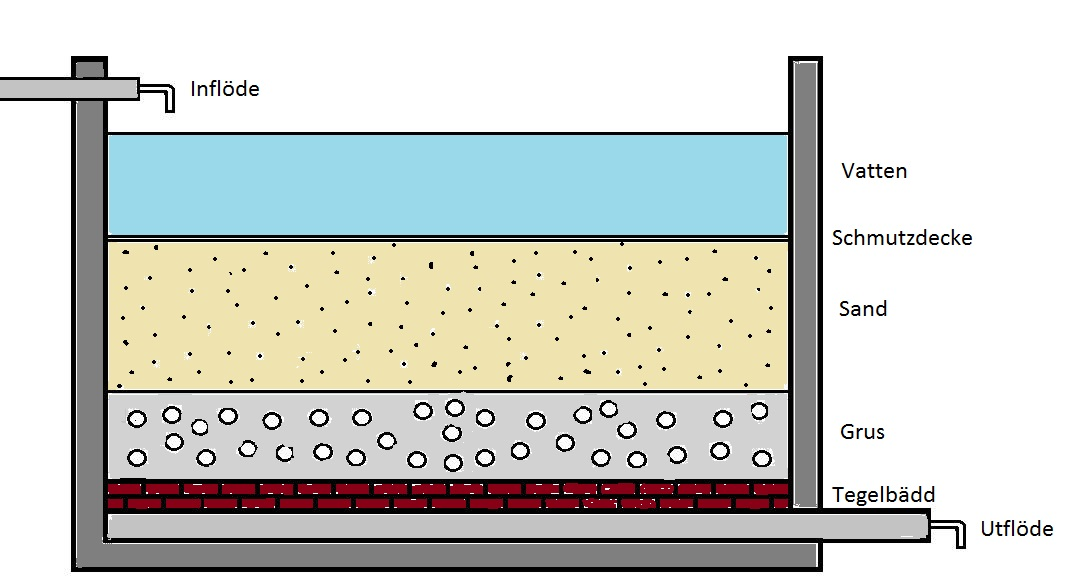
Schematisk bild över ett långsamfilter.

Långsamfilter används i vattenverk för att rena råvatten från mikroorganismer och organiskt material. Det är en av de mikrobiologiska säkerhetsbarriärer som i Sverige är godkända av Livsmedelsverket vid produktion av dricksvatten. Det används både i storskaliga vattenverk och småskaligt i hushåll. Reningsprocessen liknar den naturliga filtrering som bildar grundvatten. Långsamfilter är effektiva på att ta bort lukt och smak, varför de ofta används då råvattnet är ytvatten.

## Utformning
Långsamfilter består av en bassäng fylld med ett sandlager på en meter med en kornstorleksfördelning på 0,2 till 0,4 mm. Under sanden kan antingen en plastduk eller ett gruslager med underliggande tegelbädd användas för att hålla sanden på plats. Från botten leds vattnet vidare antingen till ytterligare behandling eller ut till konsumenterna. Eftersom vattnet filtreras långsamt, mellan 0,1 och 0,2 m3 vatten per m2 filteryta och timme, krävs stor yta på bassängerna. Ett exempel är att Lovö vattenverk, som förser 40 % av Stockholm med dricksvatten, har en total yta av långsamfilter på 34 600 m2, vilket motsvarar ungefär fem fotbollsplaner.

## Reningsprocessen

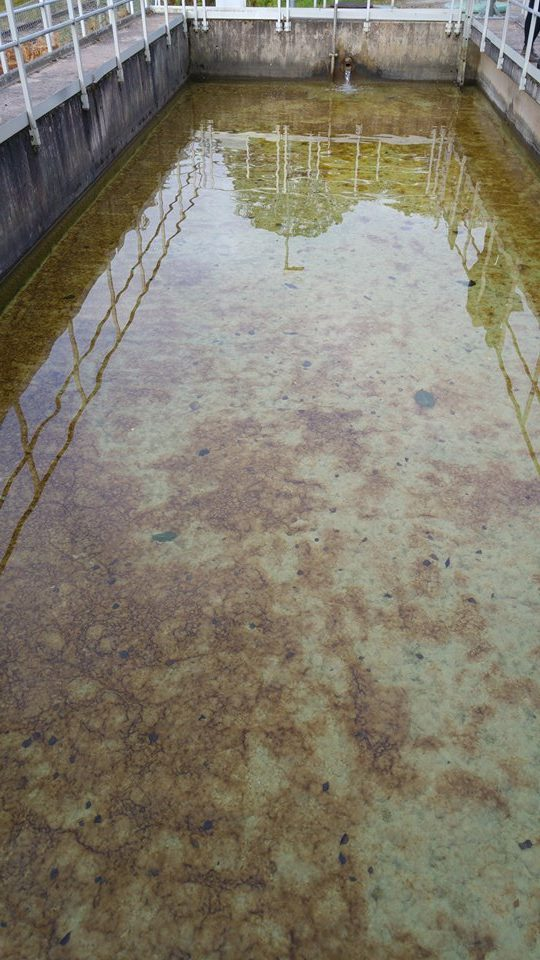
Schmutzdecke på ett långsamfilter vid Almunge vattenverk.

Flera processer är involverade vid vattenrening med långsamfiltrering; filtrering, adsorption och biologisk nedbrytning. Filtreringen gör att majoriteten av partiklarna och mikroorganismerna fastnar i små porer i de översta centimeterna i sandfiltret. Efterhand bildas det en biofilm, även kallad schmutzdecke, som bidrar till reningen genom att mikroorganismer, främst alger, bakterier och protozoer, bryter ner organiskt material vilket tar bort lukt och smak. Uppbyggandet av biofilmen tar normalt mellan några dagar till några veckor och kallas för mognadstid. Eftersom reningen inte är optimal under mognadstiden leds det filtrerade vattnet bort under denna fas till avlopp eller vattenkällan. Biofilmens mikroflora, dvs vilka och hur många mikroorganismer som förekommer, ändras med råvattnets innehåll. Detta gör att långsamfiltrens biofilm är anpassningsbar. Om t.ex. en industri börjar släppa ut en ny förorening tar det oftast några dagar innan biofilmens mikroflora har anpassats för att även kunna bryta ned detta ämne. Det finns dock föroreningar som ej är biologiskt nedbrytbara. Dessa ämnen riskerar att rinna igenom sandfiltret men kan fastna på partikelytor via adsorption.
Efter mognadstiden fungerar långsamfiltret som bäst men efter en tid täpps filtret igen och de översta centimeterna måste skrapas bort, vilket kallas skumning. Detta sker en till tio gånger per år och görs vid småskaliga vattenverk för hand medan det vid storskaliga vattenverk görs maskinellt. Efter ett antal skumningar, då sandlagret blivit för tunt (vanligtvis 0,7 - 0,8 m), behöver sandlagret fyllas på. Då skumning endast förnyar det översta sandskiktet behöver även all sand efter några års drift bytas ut, så kallad djuprensning. Vanligtvis används flera bassänger samtidigt där bassängerna är i olika faser för att säkerställa en kontinuerlig produktion.

## Fördelar
Det finns många fördelar med långsamfilter och några av de viktigaste är:
- Kräver lite underhåll och övervakning[4]
- Tar bort lukt och smak
- Låg energiförbrukning[4]
- Tar bort 90-99,9 % av bakterier (avskiljningsgraden kan även skrivas som 1-log till 3-log)[5]
- Tar bort 99-99,9999 % (2-log till 6-log) av virus[5]
- Inga kemikalier behöver tillsättas[4]

## Nackdelar
Nackdelar med långsamfilter är bland annat:
- Kräver stora ytor
- Tar ej bort lerpartiklar[2]
- Fungerar ej om råvattnet har för hög koncentration av organiskt material eller för låg syrehalt[2]
- Känslig för plötsliga utsläpp[4]
- Kräver råvatten med låg turbiditet (<10 NTU)[6]

## Förekomst
Storskaliga långsamfilter är vanliga i Europa och småskaliga är vanliga i utvecklingsländer, på grund av att material och kunnande ofta finns lokalt. I USA är långsamfilter ovanliga, där har istället en successiv övergång till snabbfilter ägt rum.